# Camponotus pennsylvanicus
Camponotus pennsylvanicus is een mierensoort uit de onderfamilie van de schubmieren (Formicinae). De wetenschappelijke naam van de soort is voor het eerst geldig gepubliceerd in 1773 door De Geer.